# Veit Bach
Vitus "Veit" Bach (antes de 1545 - antes de 1578) foi um moleiro, padeiro e músico amador, possivelmente  húngaro, que, de acordo com seu descendente Johann Sebastian Bach, fundou a dinastia de músicos mais importante da história da música ocidental - a família Bach, que, depois dele,  dedicou-se  à música por cerca de três séculos.

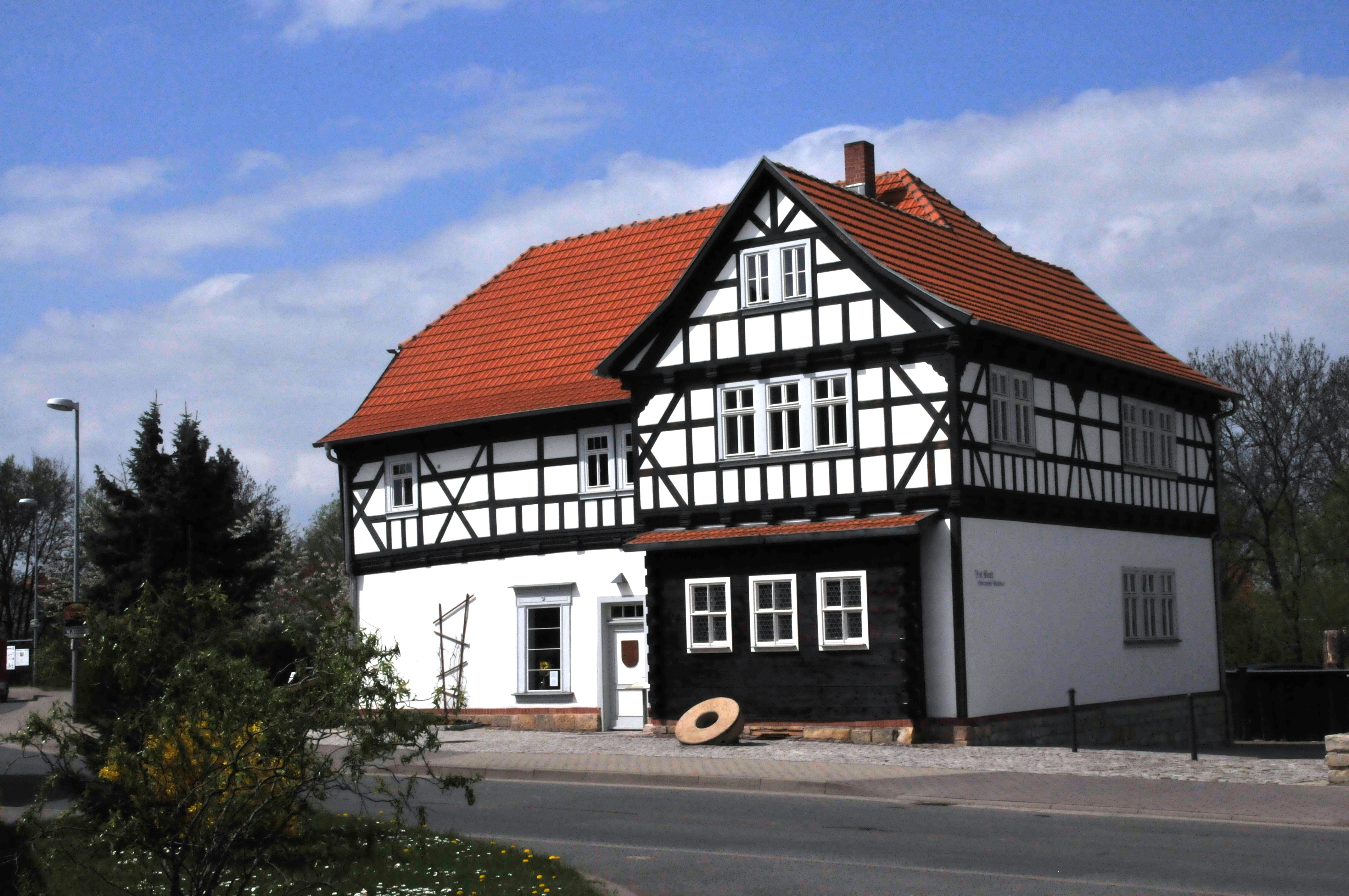
O moinho de Veit Bach, em Wechmar.

Ele é frequentemente confundido com um outro Veit (morto em 1619), de quem pouco se sabe e que pode ter sido seu neto.
As únicas informações sobre Veit Bach provêm de um documento denominado 'Ursprung der musicalisch-Bachiscen Familie ("Origem da Família de Músicos Bach"), que contém informações compiladas por Johann Sebastian sobre a sua família.
Nascido em Bratislava (Eslováquia) ou na Hungria, Veit era um Weißbecker (aquele que faz pão branco)
Embora fosse padeiro de  profissão, Veit tocava cistre, instrumento renascentista de cordas beliscadas com os dedos ou com um plectro feito com a raque de uma pena de ave.
O filho de Veit, Johannes (Hans) Bach (c. 1570 - 1626) foi avô de Johann Ambrosius Bach, pai de Johann Sebastian.
Por volta de 1545, fugindo da perseguição aos protestantes, durante os confrontos entre Carlos V e a Liga de Esmalcalda, o luterano Veit instala-se com sua família em Wechmar, pequena cidade no estado alemão da Turíngia, onde continuou a exercer seu ofício de padeiro. Seus descendentes lá permaneceram até quando Christoph Bach (avô de Johann Sebastian) se mudou para Erfurt a fim de assumir a posição de músico municipal ou Stadtpfeifer (literalmente, "flautista da cidade").
Veit morreu em  Wechmar, por volta de 1577. Ele teve dois filhos:
- Johannes (Hans) Bach
- Philippus (Lips) Bach